# American Hockey League 1999-2000
La stagione 1999-2000 è stata la 64ª edizione della American Hockey League, la più importante lega minore nordamericana di hockey su ghiaccio. La stagione vide al via diciannove formazioni che disputarono ottanta partite di stagione regolare e al termine dei playoff gli Hartford Wolf Pack conquistarono la loro prima Calder Cup sconfiggendo i Rochester Americans 4-2.

## Modifiche
- Gli Adirondack Red Wings e i Beast of New Haven cessarono le proprie attività.
- I Fredericton Canadiens si trasferirono a Québec diventando i Quebec Citadelles, formazione della Atlantic Division.
- Nella Mid-Atlantic Division nacquero i Louisville Panthers, formazione con sede a Louisville, in Kentucky.
- I Cornwall Aces rimasti inattivi per alcuni anni rinacquero nella Empire State Division come Wilkes-Barre/Scranton Penguins, formazione di Wilkes-Barre in Pennsylvania.
- I Portland Pirates passarono dall'Atlantic alla New England Division.

## Stagione regolare

### Classifiche

#### Eastern Conference
Atlantic Division
| Squadra                | Pt | G  | V  | S  | N  | SOT | GF  | GS  | DR  |
| ---------------------- | -- | -- | -- | -- | -- | --- | --- | --- | --- |
| Quebec Citadelles      | 83 | 80 | 37 | 34 | 5  | 4   | 227 | 328 | -11 |
| Saint John Flames      | 80 | 80 | 32 | 32 | 11 | 5   | 267 | 283 | -16 |
| L. Lock Monsters       | 77 | 80 | 33 | 36 | 7  | 4   | 228 | 240 | -12 |
| St. John's Maple Leafs | 58 | 80 | 23 | 45 | 8  | 4   | 202 | 277 | -75 |

New England Division
| Squadra             | Pt  | G  | V  | S  | N  | SOT | GF  | GS  | DR  |
| ------------------- | --- | -- | -- | -- | -- | --- | --- | --- | --- |
| Hartford Wolf Pack  | 107 | 80 | 49 | 22 | 7  | 2   | 249 | 198 | +51 |
| Portland Pirates    | 103 | 80 | 46 | 23 | 10 | 1   | 256 | 202 | +54 |
| Worcester IceCats   | 83  | 80 | 34 | 31 | 11 | 4   | 249 | 250 | -1  |
| Springfield Falcons | 78  | 80 | 33 | 35 | 11 | 1   | 272 | 252 | +20 |
| Providence Bruins   | 75  | 80 | 33 | 38 | 6  | 3   | 231 | 269 | -38 |

#### Western Conference
Empire State Division
| Squadra             | Pt  | G  | V  | S  | N  | SOT | GF  | GS  | DR  |
| ------------------- | --- | -- | -- | -- | -- | --- | --- | --- | --- |
| Rochester Americans | 104 | 80 | 46 | 22 | 9  | 3   | 247 | 201 | +46 |
| Syracuse Crunch     | 80  | 80 | 35 | 35 | 9  | 1   | 290 | 294 | -4  |
| Hamilton Bulldogs   | 73  | 80 | 27 | 34 | 13 | 6   | 225 | 262 | -37 |
| Albany River Rats   | 70  | 80 | 30 | 40 | 7  | 3   | 225 | 250 | -25 |
| WBS Penguins        | 60  | 80 | 23 | 43 | 9  | 5   | 236 | 306 | -70 |

Mid-Atlantic Division
| Squadra             | Pt | G  | V  | S  | N | SOT | GF  | GS  | DR  |
| ------------------- | -- | -- | -- | -- | - | --- | --- | --- | --- |
| KY Thoroughblades   | 97 | 80 | 42 | 25 | 9 | 4   | 250 | 211 | +39 |
| Hershey Bears       | 94 | 80 | 43 | 29 | 5 | 3   | 297 | 267 | +30 |
| Phila. Phantoms     | 93 | 80 | 44 | 31 | 3 | 2   | 281 | 239 | +42 |
| Louisville Panthers | 92 | 80 | 42 | 30 | 7 | 1   | 278 | 254 | +24 |
| Cincinnati M. Ducks | 73 | 80 | 30 | 37 | 9 | 4   | 227 | 244 | -17 |

Legenda:

      Ammesse ai Playoff
Note:

Due punti a vittoria, un punto a pareggio e sconfitta all'overtime, zero a sconfitta.

### Statistiche
Classifica marcatori
| Giocatore       | Squadra             | PG | Gol | Assist | Punti |
| --------------- | ------------------- | -- | --- | ------ | ----- |
| Christian Matte | Hershey Bears       | 73 | 43  | 61     | 104   |
| Mike Maneluk    | Phila. Phantoms     | 73 | 47  | 40     | 87    |
| Derek Armstrong | Hartford Wolf Pack  | 77 | 28  | 54     | 82    |
| Mark Greig      | Phila. Phantoms     | 68 | 34  | 48     | 82    |
| Serge Aubin     | Hershey Bears       | 58 | 42  | 38     | 80    |
| Mike Craig      | KY Thoroughblades   | 76 | 39  | 39     | 78    |
| Brad Smyth      | Hartford Wolf Pack  | 80 | 39  | 37     | 76    |
| Steve Brûlé     | Albany River Rats   | 75 | 30  | 46     | 76    |
| Eric Boguniecki | Louisville Panthers | 57 | 33  | 42     | 75    |
| Daniel Cleary   | Hamilton Bulldogs   | 58 | 22  | 52     | 74    |
|                 |                     |    |     |        |       |

Classifica portieri
| Giocatore           | Squadra             | PG | MGS  |  |
| ------------------- | ------------------- | -- | ---- |  |
| Milan Hnilička      | Hartford Wolf Pack  | 36 | 2.15 |  |
| Martin Brochu       | Portland Pirates    | 54 | 2.18 |  |
| Mika Noronen        | Rochester Americans | 54 | 2.18 |  |
| Miikka Kiprusoff    | KY Thoroughblades   | 47 | 2.48 |  |
| Jean-François Labbé | Hartford Wolf Pack  | 49 | 2.52 |  |
| Dan Murphy          | Phila. Phantoms     | 38 | 2.59 |  |
| Johan Hedberg       | KY Thoroughblades   | 33 | 2.68 |  |
| Sean Gauthier       | Louisville Panthers | 39 | 2.71 |  |
| Brent Johnson       | Worcester IceCats   | 58 | 2.91 |  |
| Travis Scott        | L. Lock Monsters    | 46 | 2.91 |  |
|                     |                     |    |      |  |

### All-Star Classic
La tredicesima edizione dell'AHL All-Star Classic si svolse il 17 gennaio 2000 presso la Blue Cross Arena di Rochester, casa dei Rochester Americans; il Team Canada sconfisse il Team PlanetUSA 8-3, mentre nella Skills Competition il Team PlanetUSA si impose per 17-12 sul Team Canada.

## Playoff
|  | Semifinali Division | Semifinali Division   | Semifinali Division  |                    |                         | Finali Division         | Finali Division | Finali Division |  |    | Finali Conference   | Finali Conference | Finali Conference |  |    | Calder Cup         | Calder Cup | Calder Cup |
|  |                     |                       |                      |                    |                         |                         |                 |                 |  |    |                     |                   |                   |  |    |                    |            |            |
|  | A1                  | Québec Citadelles     | 0                    |                    |                         |                         |                 |                 |  |    |                     |                   |                   |  |    |                    |            |            |
|  | N5                  | Providence Bruins     | 3                    |                    |                         |                         |                 |                 |  |    |                     |                   |                   |  |    |                    |            |            |
|  | N5                  | Providence Bruins     | 3                    |                    | N5                      | Providence Bruins       | 4               |                 |  |    |                     |                   |                   |  |    |                    |            |            |
|  |                     |                       |                      |                    | N5                      | Providence Bruins       | 4               |                 |  |    |                     |                   |                   |  |    |                    |            |            |
|  |                     | A3                    | Lowell Lock Monsters | 0                  |                         |                         |                 |                 |  |    |                     |                   |                   |  |    |                    |            |            |
|  | A2                  | A3                    | Lowell Lock Monsters | 0                  | Saint John Flames       | 0                       |                 |                 |  |    |                     |                   |                   |  |    |                    |            |            |
|  | A2                  |                       |                      |                    | Saint John Flames       | 0                       |                 |                 |  |    |                     |                   |                   |  |    |                    |            |            |
|  | A3                  | Lowell Lock Monsters  | 3                    |                    |                         |                         |                 |                 |  |    |                     |                   |                   |  |    |                    |            |            |
|  | A3                  | Lowell Lock Monsters  | 3                    |                    |                         |                         |                 |                 |  | N5 | Providence Bruins   | 3                 |                   |  |    |                    |            |            |
|  |                     |                       |                      | Eastern Conference |                         |                         |                 |                 |  | N5 | Providence Bruins   | 3                 |                   |  |    |                    |            |            |
|  |                     | N1                    | Hartford Wolf Pack   | 4                  |                         |                         |                 |                 |  |    |                     |                   |                   |  |    |                    |            |            |
|  | N1                  | N1                    | Hartford Wolf Pack   | 4                  | Hartford Wolf Pack      | 3                       |                 |                 |  |    |                     |                   |                   |  |    |                    |            |            |
|  | N1                  |                       |                      |                    | Hartford Wolf Pack      | 3                       |                 |                 |  |    |                     |                   |                   |  |    |                    |            |            |
|  | N4                  | Springfield Falcons   | 2                    |                    |                         |                         |                 |                 |  |    |                     |                   |                   |  |    |                    |            |            |
|  | N4                  | Springfield Falcons   | 2                    |                    | N1                      | Hartford Wolf Pack      | 4               |                 |  |    |                     |                   |                   |  |    |                    |            |            |
|  |                     |                       |                      |                    | N1                      | Hartford Wolf Pack      | 4               |                 |  |    |                     |                   |                   |  |    |                    |            |            |
|  |                     | N3                    | Worcester IceCats'   | 1                  |                         |                         |                 |                 |  |    |                     |                   |                   |  |    |                    |            |            |
|  | N2                  | N3                    | Worcester IceCats'   | 1                  | Portland Pirates        | 1                       |                 |                 |  |    |                     |                   |                   |  |    |                    |            |            |
|  | N2                  |                       |                      |                    | Portland Pirates        | 1                       |                 |                 |  |    |                     |                   |                   |  |    |                    |            |            |
|  | N3                  | Worcester IceCats     | 3                    |                    |                         |                         |                 |                 |  |    |                     |                   |                   |  |    |                    |            |            |
|  | N3                  | Worcester IceCats     | 3                    |                    |                         |                         |                 |                 |  |    |                     |                   |                   |  | N1 | Hartford Wolf Pack | 4          |            |
|  |                     |                       |                      |                    |                         |                         |                 |                 |  |    |                     |                   |                   |  | N1 | Hartford Wolf Pack | 4          |            |
|  |                     | E1                    | Rochester Americans  | 2                  |                         |                         |                 |                 |  |    |                     |                   |                   |  |    |                    |            |            |
|  | E1                  | E1                    | Rochester Americans  | 2                  | Rochester Americans     | 3                       |                 |                 |  |    |                     |                   |                   |  |    |                    |            |            |
|  | E1                  |                       |                      |                    | Rochester Americans     | 3                       |                 |                 |  |    |                     |                   |                   |  |    |                    |            |            |
|  | E4                  | Albany River Rats     | 2                    |                    |                         |                         |                 |                 |  |    |                     |                   |                   |  |    |                    |            |            |
|  | E4                  | Albany River Rats     | 2                    |                    | E1                      | Rochester Americans     | 4               |                 |  |    |                     |                   |                   |  |    |                    |            |            |
|  |                     |                       |                      |                    | E1                      | Rochester Americans     | 4               |                 |  |    |                     |                   |                   |  |    |                    |            |            |
|  |                     | E3                    | Hamilton Bulldogs    | 2                  |                         |                         |                 |                 |  |    |                     |                   |                   |  |    |                    |            |            |
|  | E2                  | E3                    | Hamilton Bulldogs    | 2                  | Syracuse Crunch         | 1                       |                 |                 |  |    |                     |                   |                   |  |    |                    |            |            |
|  | E2                  |                       |                      |                    | Syracuse Crunch         | 1                       |                 |                 |  |    |                     |                   |                   |  |    |                    |            |            |
|  | E3                  | Hamilton Bulldogs     | 3                    |                    |                         |                         |                 |                 |  |    |                     |                   |                   |  |    |                    |            |            |
|  | E3                  | Hamilton Bulldogs     | 3                    |                    |                         |                         |                 |                 |  | E1 | Rochester Americans | 4                 |                   |  |    |                    |            |            |
|  |                     |                       |                      | Western Conference |                         |                         |                 |                 |  | E1 | Rochester Americans | 4                 |                   |  |    |                    |            |            |
|  |                     | M2                    | Hershey Bears        | 0                  |                         |                         |                 |                 |  |    |                     |                   |                   |  |    |                    |            |            |
|  | M1                  | M2                    | Hershey Bears        | 0                  | Kentucky Thoroughblades | 3                       |                 |                 |  |    |                     |                   |                   |  |    |                    |            |            |
|  | M1                  |                       |                      |                    | Kentucky Thoroughblades | 3                       |                 |                 |  |    |                     |                   |                   |  |    |                    |            |            |
|  | M4                  | Louisville Panthers   | 1                    |                    |                         |                         |                 |                 |  |    |                     |                   |                   |  |    |                    |            |            |
|  | M4                  | Louisville Panthers   | 1                    |                    | M1                      | Kentucky Thoroughblades | 1               |                 |  |    |                     |                   |                   |  |    |                    |            |            |
|  |                     |                       |                      |                    | M1                      | Kentucky Thoroughblades | 1               |                 |  |    |                     |                   |                   |  |    |                    |            |            |
|  |                     | M2                    | Hershey Bears        | 4                  |                         |                         |                 |                 |  |    |                     |                   |                   |  |    |                    |            |            |
|  | M2                  | M2                    | Hershey Bears        | 4                  | Hershey Bears           | 3                       |                 |                 |  |    |                     |                   |                   |  |    |                    |            |            |
|  | M2                  |                       |                      |                    | Hershey Bears           | 3                       |                 |                 |  |    |                     |                   |                   |  |    |                    |            |            |
|  | M3                  | Philadelphia Phantoms | 2                    |                    |                         |                         |                 |                 |  |    |                     |                   |                   |  |    |                    |            |            |

## Premi AHL
- Calder Cup: Hartford Wolf Pack
- Macgregor Kilpatrick Trophy: Hartford Wolf Pack
- F. G. "Teddy" Oke Trophy: Hartford Wolf Pack
- Frank Mathers Trophy: Kentucky Thoroughblades
- John D. Chick Trophy: Rochester Americans
- Richard F. Canning Trophy: Hartford Wolf Pack
- Robert W. Clarke Trophy: Rochester Americans
- Sam Pollock Trophy: Quebec Citadelles
- Aldege "Baz" Bastien Memorial Award: Martin Brochu (Portland Pirates)
- Dudley "Red" Garrett Memorial Award: Mika Noronen (Rochester Americans)
- Eddie Shore Award: Brad Tiley (Springfield Falcons)
- Fred T. Hunt Memorial Award: Randy Cunneyworth (Rochester Americans)
- Harry "Hap" Holmes Memorial Award: Milan Hnilička e Jean-François Labbé (Hartford Wolf Pack)
- Jack A. Butterfield Trophy: Derek Armstrong (Hartford Wolf Pack)
- John B. Sollenberger Trophy: Christian Matte (Hershey Bears)
- Les Cunningham Award: Martin Brochu (Portland Pirates)
- Louis A. R. Pieri Memorial Award: Glen Hanlon (Portland Pirates)
- Yanick Dupré Memorial Award: Mike Minard (Hamilton Bulldogs)

### Vincitori
| Hartford Wolf Pack | Portieri: Milan Hnilička, Jean-François Labbé Difensori: Drew Bannister, Benjamin Carpentier, Jason Doig, Burke Henry, Tomáš Klouček, Dale Purinton, Aleksej Vasil'ev, Terry Virtue Attaccanti: Derek Armstrong, Pavel Brendl, Jason Dawe, Ken Gernander, Daniel Goneau, Todd Hall, Mike Harder, Chris Kenady, Manny Malhotra, Brad Smyth, P. J. Stock, Tony Tuzzolino, Chris Wells, Johan Witehall Allenatore: John Paddock |

### AHL All-Star Team
First All-Star Team
- Attaccanti: Mike Maneluk • Serge Aubin • Christian Matte
- Difensori: Brad Tiley • Shawn Heins
- Portiere: Martin Brochu

Second All-Star Team
- Attaccanti: Jean-Guy Trudel • Derek Armstrong • Daniel Cleary
- Difensori: Mike Gaul • Dan Boyle
- Portiere: Mika Noronen

All-Rookie Team
- Attaccanti: Harold Druken • Rico Fata • Daniel Tkaczuk
- Difensori: Dmitrij Kalinin • Tomáš Klouček
- Portiere: Mika Noronen